# Tammerkoski

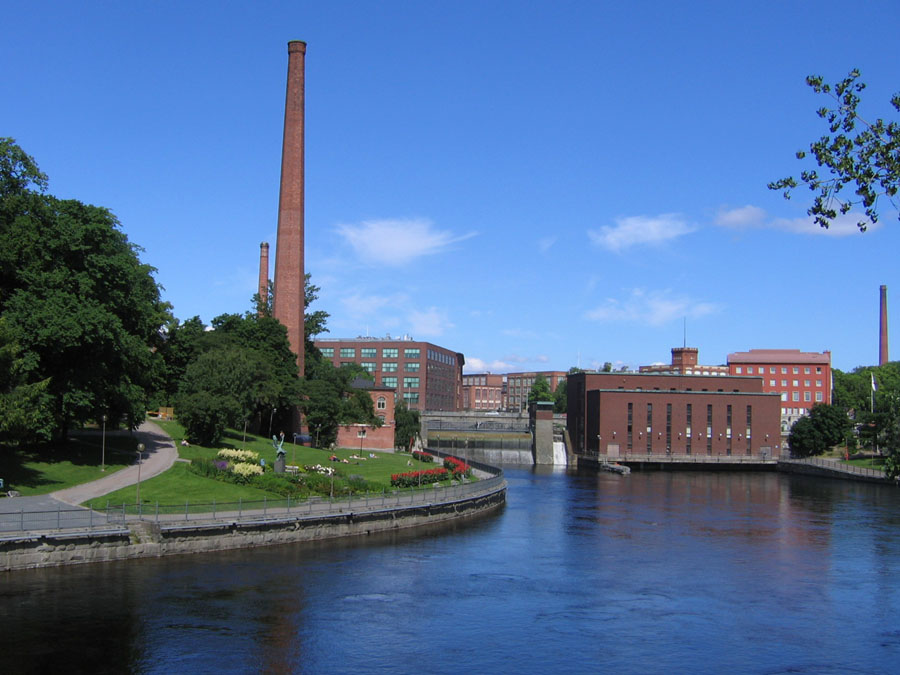
Tammerkoski, dominat de hidrocentrala construită în anii '30

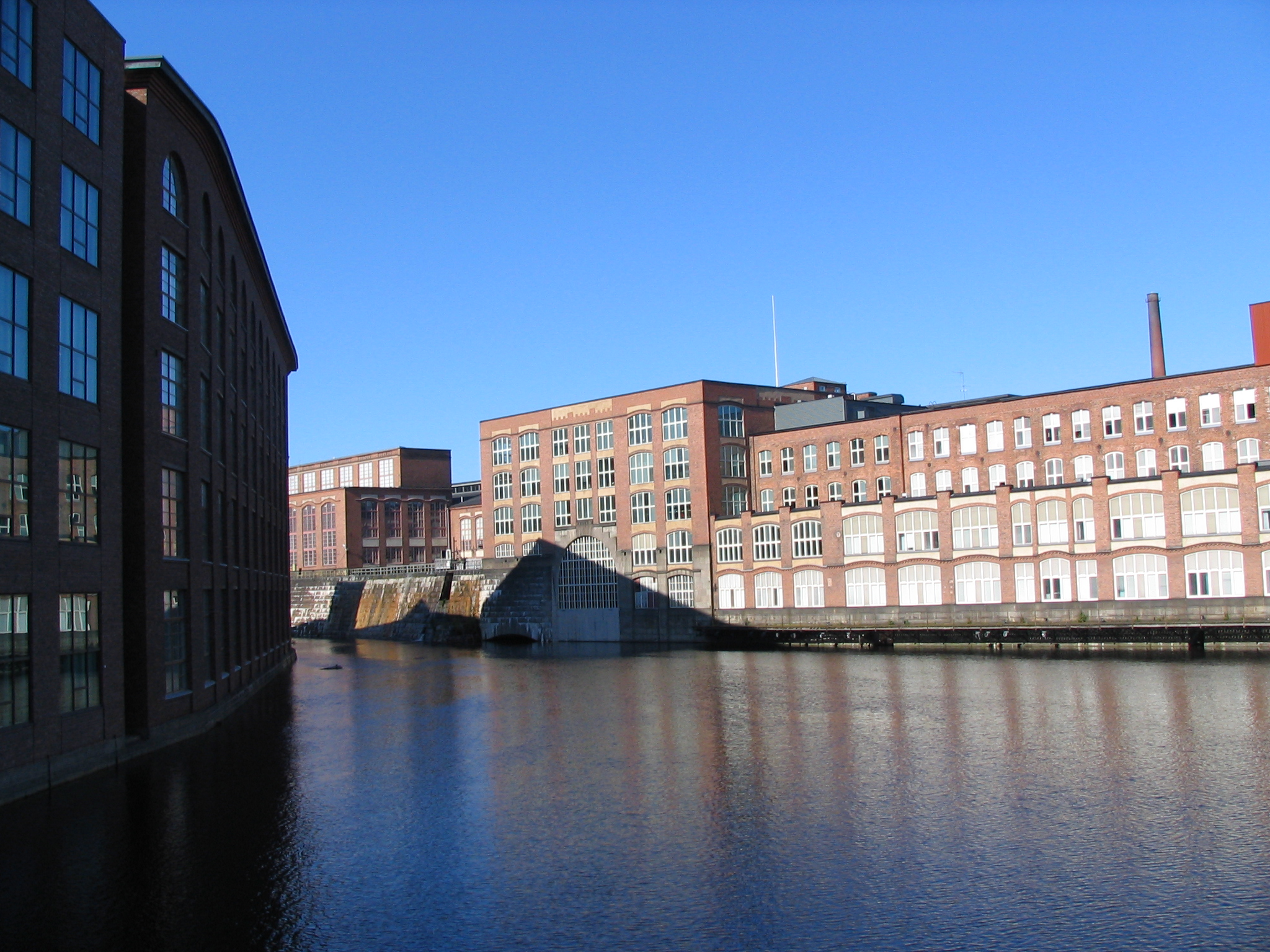
Tammerkoski, partea de nord. La stânga, fosta ţesătorie Finlayson. La dreapta, fosta fabrică textilă şi metalurgică Tampella. Centrala electrica Tampella e în spatele ferestrelor mari.

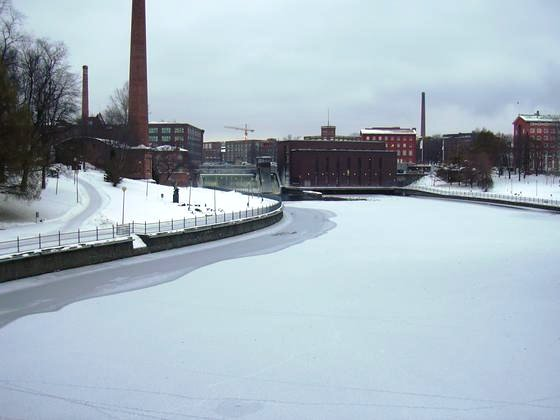
Tammerkoski, iarna

Tammerkoski este un râu cu o scurgere rapidă în Tampere, Finlanda, ce face legatura între două lacuri, Näsijärvi și Pyhäjärvi. Diferența de nivel între cele doua lacuri este de 18 metri și apa curge din Näsijärvi spre Pyhäjärvi .
Pe malurile Tammerkoski au fost construite cele mai vechi structuri industriale din Tampere. În secolul XVII pe acel loc se găsea o piață și depozite iar forța cursului de apă era folosită pentru acționarea unor mori. 
Pe Tammerkoski există 4 microhidrocentrale electrice și 3 baraje. 
În amonte, primul baraj este cel dintre clădirea Finlayson și clădirea Tampella. De la acest baraj, șuvoiul e condus spre turbinele hidrocentralei pe ambele părți. 
În mijloc este hidrocentrala. 
Cel mai în aval este barajul de la fabrica de hârtie și carton Tako .
În prezent cele 3 stații superioare aparțin municipalității în timp ce stația Tako este deținută de compania Southern Savonia

## Istorie
Tammerkoski a fost menționat oficial din 1405.
În secolul al XV-lea fost construit primul baraj. Prima dispută asupra drepturilor de folosire a râului a avut loc în  1466. Dupa circa o sută de ani guvernul a recunoscut importanța acestei reurse și a încercat să își impună controlul asupra barajelor deținute de localnici. Încercarea a eșuat datorita opoziției localnicilor.
În secolul al XVII-lea, un popular și renumit târg a fost înființat în zona Tammerkoski, la vest de podul de peste râu. La începutul secolului al XVIII-lea, târgul a fost mutat la Harju.
În 1775, regele Gustav III al Suediei a călătorit în Finlanda și a semnat actul de fondare al orașului Kauppala, ulterior redenumit Tampere. Un pod de lemn peste Tammerkoski a fost construit în 1807. În 1884 a fost înlocuit cu un pod metalic, care la rândul său a fost înlocuit în 1929 cu un pod din beton armat, numit Hämeensilta. Pentru trafic auto, s-au mai construit podurile   Ratinansilta, Satakunnansilta și Paasikivensilta. Pentru trafic ușor sunt podurile Ratinan suvannon silta și Patosilta. Mai există și un pod feroviar cu două sensuri de mers.
La începutul anilor '90, majoritatea obiectivelor industriale au fost mutate de pe malurile râului Tammerkoski. Fabrica de carton Tako este singura instalație industrială încă operațională în zonă, producând ambalaje pentru articole de lux cum ar fi parfumurile frantuzești. Clădirilor vechilor fabrici li s-au dat alte destinații: restaurante, muzee, birouri. Apele râului au un nivel de poluare relativ scăzut, fiind clasificate în clasa a II-a, conform clasificării Autorității Finlandeze pentru Mediu.
Pe Tammerkoski se practică pescuitul de agrement.